# Scuk.cz
Scuk cz je organizace s cílem kontaktovat malé výrobce a farmáře se zákazníky.
Scuk nakupuje potraviny a výrobky od lokálních farmářů a výrobců a nabízí je prostřednictvím svého webu zákazníkům v Čechách.
Zájemce o nákup bio potravin může navštívit webovou stránku Scuku a podle svého bydliště si vybrat nejvhodnější výdejní místo. Zboží se objednává na webu Scuku do neděle a den výdeje si určí obsluha výdejního místa. Nákupní skupinu si může založit každý, kdo splňuje podmínky.